# Quirbajou
Quirbajou ist eine französische Gemeinde mit 50 Einwohnern (Stand: 1. Januar 2022) im Département Aude in der Region Okzitanien. Sie gehört zum Kanton La Haute-Vallée de l’Aude und zum Arrondissement Limoux.
Nachbargemeinden sind Coudons und Ginoles im Nordwesten, Quillan im Norden, Belvianes-et-Cavirac im Nordosten, Saint-Martin-Lys im Osten, Cailla im Südosten, Marsa im Süden und Belvis im Westen.

## Bevölkerungsentwicklung
| Jahr      | 1962 | 1968 | 1975 | 1982 | 1990 | 1999 | 2007 | 2015 |
| --------- | ---- | ---- | ---- | ---- | ---- | ---- | ---- | ---- |
| Einwohner | 28   | 25   | 18   | 20   | 29   | 38   | 36   | 46   |